# George O’Hanlon
George O’Hanlon (* 23. November 1912 in Coney Island; † 11. Februar 1989 in Los Angeles) war ein US-amerikanischer Schauspieler, Drehbuchautor und Synchronsprecher.

## Leben
George O’Hanlon kam 1923 als Sohn einer Tänzerin und eines Theaterbetreibers zur Welt. Im Burlesken-Theater seines Vaters wurde er frühzeitig von Comedians beeinflusst.
1930 zog die Familie O’Hanlon nach Hollywood. George versuchte sich dort zunächst als Vaudeville-Künstler und arbeitete als Chorsänger in verschiedenen Musicals. In dieser Zeit lernte er den jungen Lou Costello kennen und erhielt schließlich ein Stipendium an einer Schauspielschule in Beverly Hills. Seine erste Filmrolle hatte O’Hanlon im Alter von 20 Jahren in dem B-Film The Death Kiss mit Bela Lugosi und spielte in den 1930er Jahren kleine Rollen in mehr als 25 Filmen, verdiente seinen Lebensunterhalt jedoch als Verkäufer.
1942 folgte der Durchbruch, als er die Hauptrolle des Joe McDoakes in der One-Reeler-Comedyserie „So You Want…“ erhielt. O’Hanlons Karriere wurde durch seine Einberufung unterbrochen, drei Jahre lang diente er während des Zweiten Weltkrieges in der US-Armee. Anschließend setzte er seine Arbeit für So You Want… fort, so 1947 mit So You Want to Be in Pictures, 1948 mit So You Want to Be on the Radio, und 1950 mit So You Think You’re Not Guilty. Alle drei Filme waren für den Oscar nominiert. An der Seite von Richard L. Bare war O’Hanlon auch Co-Writer der Serie, von der bis 1956 insgesamt 63 Folgen produziert wurden.
Neben So you Want… arbeitete O’Hanlon als Sprecher in Radio-Sitcoms und spielte Nebenrollen in mehreren Hollywood-Spielfilmen. Im August 1949 heiratete er seine Schauspielerkollegin Martha Stewart, mit der er 1948 den Film „Are You With It?“ gedreht hatte. Die Ehe wurde 1951 wieder geschieden. O’Hanlon heiratete später erneut, mit seiner zweiten Frau Nancy war er bis zu seinem Tode verheiratet und hatte zwei Kinder. Sein 1953 geborener Sohn ist der Schauspieler George O’Hanlon junior.
Nach der Einstellung von So you Want… 1956 spielte O’Hanlon vor allem Rollen in verschiedenen Fernsehserien wie Mr. Ed, I Love Lucy oder Mission Impossible und war mit seinem Bruder als Drehbuchautor tätig. 1959 schrieb er das Drehbuch für den Film The Rookie mit Julie Newmar, bei dem er auch Produzent und Regisseur war. In dem Filmklassiker Rocky war er 1976 in einer kleinen Rolle als Fernsehkommentator zu sehen.
Kultstatus erreichte O’Hanlon dann mit seiner Arbeit für die Hanna Barbera-Zeichentrickserie Die Jetsons. Er war 27 Jahre lang Synchronsprecher für die Figur des George Jetson; zunächst von 1962 bis 1963 in einer ersten Serie, dann von 1985 bis 1987 in einer Neuauflage der Serie, dann auch in den späteren Jetson-Spielfilmen. Obwohl O’Hanlon zuletzt fast erblindet war, synchronisierte er weiter, wobei ihm jede Zeile vorgelesen werden musste, so dass er sie nachsprechen konnte. Unmittelbar nach der letzten Aufnahme für den Film Jetsons: The Movie, erlitt O’Hanlon am 11. Februar 1989 im Aufnahmestudio einen Schlaganfall und verstarb kurz darauf im Krankenhaus. Der Film hatte erst mehr als ein Jahr nach seinem Tod Premiere.

## Trivia
George O’Hanlon war der Cousin von Virginia O’Hanlon, die durch die Frage „Gibt es einen Weihnachtsmann?“ berühmt wurde.

## Auszeichnungen
George O’Hanlon ist ein Stern auf dem Hollywood Walk of Fame gewidmet (6420 Hollywood Boulevard).

## Filmografie (Auswahl)
- 1932: The Death Kiss
- 1937: Hollywood Hotel
- 1939: Vier Töchter räumen auf (Daughters Courageous)
- 1940: Im Taumel der Weltstadt (City for Conquest)
- 1940: The Fighting 69th
- 1941: Die Unvollendete (New Wine)
- 1942–1956: „Joe McDoakes“ / „So You Want...“-Reihe (63 Kurzfilme), darunter:
  - 1947: So You Want to Be in Pictures
  - 1948: So You Want to Be on the Radio
  - 1950: So You Think You’re Not Guilty
- 1943: Einsatz im Nordatlantik (Action in the North Atlantic)
- 1943: Korvette K 225 (Corvette K-225)
- 1944: Resisting Enemy Interrogation
- 1947: Der Windhund und die Lady (The Hucksters)
- 1948: Die Braut des Monats (June Bride)
- 1949: Zamba, der Schrecken des Urwaldes (Zamba)
- 1952: Der König der Wildnis (The Lion and the Horse)
- 1952: Vater werden ist nicht schwer (Room for One More)
- 1952: Park Row
- 1954–1958: The Life of Riley (Fernsehserie, 14 Folgen)
- 1957: Kronos
- 1959: The Rookie (als Regisseur, Produzent und Drehbuchautor)
- 1962–1963, 1985–1987: Die Jetsons (The Jetsons; Zeichentrickserie, 75 Folgen, Stimme)
- 1964: The Reporter (Fernsehserie, 13 Folgen)
- 1971: Die Millionen-Dollar-Ente (The Million Dollar Duck)
- 1972: Es kracht – es zischt – zu seh’n ist nischt (Now You See Him, Now You Don’t)
- 1973: Charley und der Engel (Charley and the Angel)
- 1976: Rocky
- 1987: Die Jetsons treffen Familie Feuerstein (The Jetsons Meet the Flintstones; Fernsehfilm, Stimme)
- 1990: Jetsons – Der Film (Jetsons: The Movie, Stimme)